# Шнайдер, Флориан
Флориан Шнайдер-Эслебен (нем. Florian Schneider-Esleben; 7 апреля 1947, Французская зона оккупации Германии — 21 апреля 2020, Дюссельдорф) — немецкий музыкант-мультиинструменталист, вокалист, основатель и один из двух основных участников влиятельной немецкой группы Kraftwerk. В ноябре 2008 года Флориан Шнайдер официально вышел из состава группы после 40 лет работы с Ральфом Хюттером.

## Ранние годы
Шнайдер родился 7 апреля 1947 года во французской оккупационной зоне на юге Германии, недалеко от Боденского озера, на территории, которая в 1952 году станет землёй Баден-Вюртемберг. Его родителями были Пауль Шнайдер-Эслебен, архитектор, и его жена Евамария (урождённая ван Димен-Мейерхоф). Флориан был евреем по материнской линии; Пауль женился на наполовину еврейке Евамарии в 1946 году против воли своего отца, который оставался верным нацистом. Семья Шнайдера переехала в Дюссельдорф, когда ему было три года.

## Карьера
Шнайдер вместе с Ральфом Хюттером основал в 1968 году группу Organisation, которая в 1970 году была переформирована в Kraftwerk. Хюттер и Шнайдер вместе учились в Академии искусств Ремшайда. Тогда Флориан Шнайдер ещё указывался с двойной фамилией как Флориан Шнайдер-Эслебен, однако, начиная с одного из первых альбомов Kraftwerk, стал именоваться просто Флориан Шнайдер.
Изначально играл на флейте и иногда на скрипке, звук которых нередко проходил обработку с помощью электронных эффектов. Однако, начиная с альбома Kraftwerk «Autobahn» (1974), практически перестал играть на акустических инструментах, отдав предпочтение электронике. По этому поводу в 1991 году Шнайдер сказал следующее: Я серьёзно занимался изучением, пока не достиг некоторого уровня, затем я нашёл это скучным. Я искал другого и обнаружил, что флейта меня очень ограничивает… Вскоре я купил микрофон, потом колонки, затем эхо-эффект и синтезатор. Позже я избавился от флейты, всё это было неким процессом.
Шнайдер, будучи основным участником Kraftwerk, был весьма немногословен. Почти все интервью группы давал его бессменный партнёр по группе Ральф Хюттер.

## Смерть
Скончался 21 апреля 2020 года в возрасте 73 лет. Причиной смерти стал рак. Похоронен на Северном кладбище (Nordfriedhof) Дюссельдорфа.

## Дополнительные факты
- Дэвид Боуи назвал инструментальную композицию на альбоме Heroes в честь Шнайдера «V-2 Schneider»[9]. Kraftwerk оказали большое влияние на его творчество берлинского периода в конце 1970-х.
- Флориан Шнайдер не выступал на концертах Kraftwerk в США, проходивших 19-26 апреля 2008 года. Вместо него за пультом стоял Штефан Пфаффе, видеоинженер группы.